# Zavet Saddle
Zavet Saddle är ett bergspass i Antarktis. Det ligger i Sydshetlandsöarna. Argentina, Chile och Storbritannien gör anspråk på området. Zavet Saddle ligger 1 787 meter över havet.
Terrängen runt Zavet Saddle är bergig åt sydost, men åt nordväst är den platt. Havet är nära Zavet Saddle åt nordväst. Trakten är obefolkad. Det finns inga samhällen i närheten. 